# Focke-Wulf Fw 200
Il Focke-Wulf Fw 200, soprannominato Condor, era un quadrimotore ad ala bassa, dotato di struttura interamente metallica, prodotto dall'azienda tedesca Focke-Wulf-Flugzeugbau GmbH a partire dalla seconda metà degli anni trenta.
Inizialmente fu progettato ed impiegato come aereo di linea ma, opportunamente modificato e sviluppato, durante la seconda guerra mondiale venne utilizzato anche come pattugliatore marittimo e bombardiere, ruoli nei quali si meritò la nomea di flagello dell'Atlantico.

## Storia del progetto
Il progetto relativo al Fw 200 nacque nel 1936 in seguito alla richiesta avanzata dalla Deutsche Lufthansa per un velivolo in grado di competere con il recente Douglas DC-3 al fine di sostituire i propri Junkers Ju 52. La proposta della Focke-Wulf venne presentata ai vertici della compagnia di bandiera tedesca il 16 luglio del 1936, con la promessa che il velivolo sarebbe stato approntato entro un anno e che sarebbe stato in grado di operare su rotte transatlantiche.
In quella stessa estate venne realizzato un simulacro della fusoliera del velivolo: l'approvazione da parte dei vertici della Lufthansa consentì di procedere speditamente con la costruzione di tre prototipi e con l'approntamento della linea di montaggio che avrebbe dovuto realizzare nove esemplari di preserie.
Il 27 luglio del 1937, ai comandi di Kurt Tank (capo dell'ufficio tecnico della Focke-Wulf, il quale usava spesso collaudare direttamente le proprie realizzazioni), venne portato in volo il primo dei tre prototipi (immatricolato D-AERE): erano trascorsi solo 12 mesi e 11 giorni dalla data di presentazione del progetto.
Nell'estate dell'anno successivo fu la compagnia danese Det Danske Luftfartselskab ad effettuare il primo volo di linea utilizzando il Fw 200: si trattava di uno dei due esemplari di preserie acquistati, rispettivamente immatricolati OY-DAM (e battezzato Dania) e OY-DEM (Jutlandia).
Nel frattempo, in base ad una richiesta delle autorità giapponesi colpite dalle potenzialità del velivolo (osservato durante un volo dimostrativo svolto tra Berlino e Tokyo) furono ordinati cinque esemplari del Condor nella versione commerciale ed un altro da destinare alla ricognizione marittima. In particolare da quest'ultima richiesta ebbe origine il prototipo Fw 200 V10, primo ad essere dotato di armamento, dal quale ebbe successiva origine la prima versione destinata all'impiego militare Fw 200 C.
Da questo momento, in seguito allo scoppio della seconda guerra mondiale, l'opera di sviluppo non previde più versioni da trasporto: il Condor divenne in poco tempo un ricognitore marittimo in grado di rappresentare una seria minaccia per le navi ed i convogli alleati.
A partire dalla versione C-3 venne realizzata una modifica alla struttura della fusoliera per tentare di ovviare (con risultati solo parziali) ad una debolezza palesatasi con l'impiego bellico sia in occasione di atterraggi "ruvidi" che nelle azioni di combattimento manovrate. A parte questa, tutte le principali migliorie apportate al velivolo riguardarono prevalentemente le sue capacità belliche: dai motori sempre più potenti alle diverse innovazioni tecnologiche. In modo particolare riguardo a queste ultime il Fw 200 venne progressivamente dotato di radar di ricerca antinave (FuG 200 Hohentwiel), di bombe con motore a razzo (Henschel Hs 293) dotate di sistema di controllo a distanza (Kehl-Straßburg).
Una caratteristica particolare dello sviluppo del Fw 200 è rappresentata dalle conversioni effettuate tramite l'installazione di modifiche standardizzate apportate ai velivoli già consegnati (definite Umrüst-Bausätze) che riguardarono prevalentemente l'armamento e che vennero indicate con una precisa designazione, dando così origine a varianti specifiche.

## Tecnica

### Cellula
Il Focke-Wulf Fw 200 era un monoplano quadrimotore ad ala bassa, di struttura interamente metallica. Dotato di carrello retrattile che veniva alloggiato nelle gondole dei motori interni, era caratterizzato dalle semiali che, verso l'estremità (esternamente alla coppia dei propulsori) acquisivano un angolo diedro positivo. Gli impennaggi erano di tipo tradizionale.

### Motori
I motori impiegati dal primo prototipo erano quattro radiali a 9 cilindri Pratt & Whitney Hornet da 887 hp (900 CV), ma già il secondo prototipo montava motori BMW 132 (in sostanza uno sviluppo dell'Hornet, in precedenza già costruito su licenza dalla stessa BMW, capace di sviluppare 720 CV di potenza). In tempi successivi vennero installate versioni sempre più potenti del BMW 132 e, a partire dalla versione C-3 del 1941, un altro motore radiale a 9 cilindri: si trattava in questo caso del Bramo 323 Fafnir, in grado di fornire 1 200 CV di potenza.

### Sistemi e impianti
Le versioni C-4 e C-8 erano dotate di radar di ricerca: all'inizio nella versione FuG Rostock (con la sigla FuG, acronimo di Flugzeugfunkanlage, venivano indicate tutte le apparecchiature radio e radar in uso nelle forze armate della Germania nazista), facilmente identificabile dalle caratteristiche antenne installate sul muso del velivolo. Il Rostock venne sostituito, in un secondo tempo, dal FuG 200 Hohentwiel.
Nelle versioni C-6 e C-8 le bombe Hs 293 erano guidate a distanza mediante l'impianto di controllo Kehl-Straßburg.

### Sistemi d'arma
La prima versione destinata ad impieghi operativi fu la C-1 che impiegava un cannoncino MG FF calibro 20 mm (a prua), e tre mitragliatrici MG 15 calibro 7,92 mm: una in una gondola ventrale e due in postazioni dorsali (sparanti ognuna in un senso solo).
Le versioni successive videro l'incremento del numero delle armi (comparvero prima una postazione ventrale, poi due postazioni laterali), nelle quali vennero impiegati cannoncini MG 151 (sia calibro 15 mm che 20 mm) e mitragliatrici MG 131 (calibro 13 mm).
I carichi di caduta delle prime versioni erano composti da bombe a caduta libera: inizialmente per un totale di 1 000 kg, per arrivare ad un massimo di 2 100 kg della versione C-3. Nelle versioni C-6 e C-8, il Fw 200 venne modificato per l'impiego della bomba con motore a razzo Henschel Hs 293: ne poteva essere installata una per ogni semiala.

## Impiego operativo

### Civile

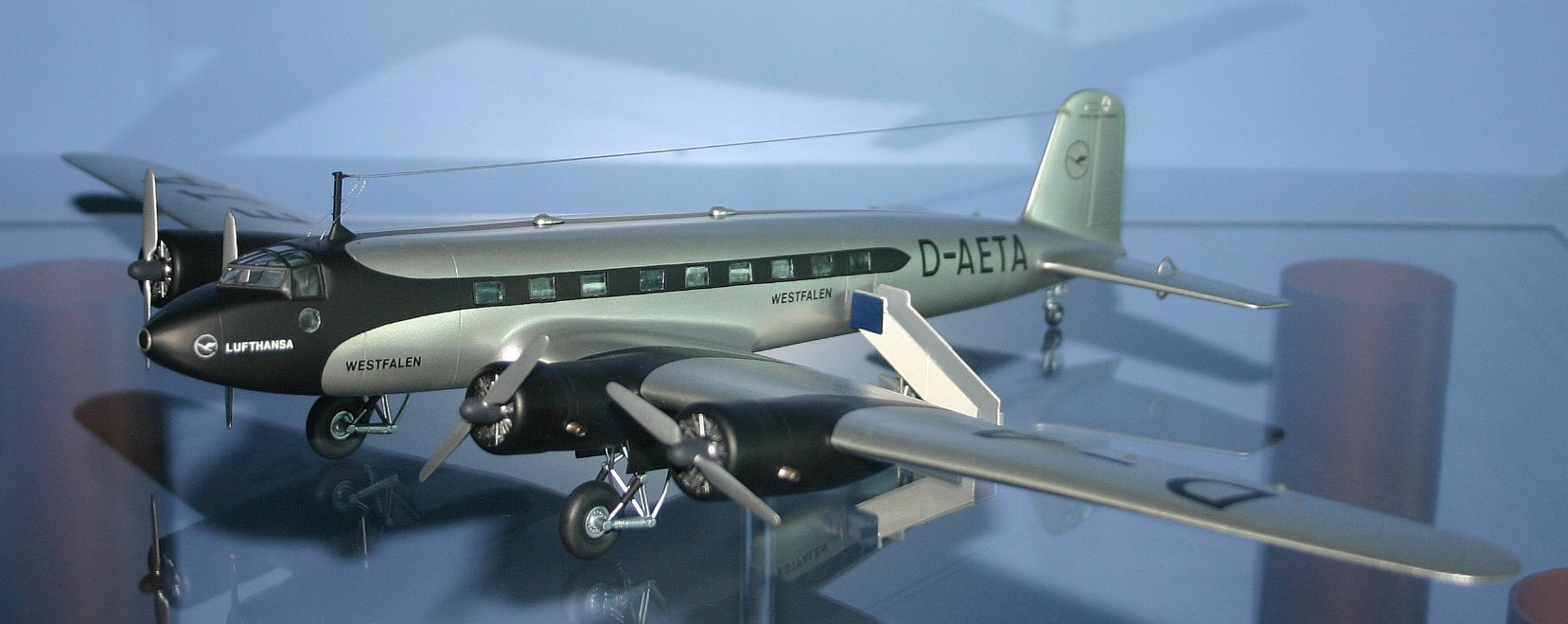
modello in scala di un Focke-Wulf FW 200 B Condor con i colori della Lufthansa degli anni 30

Se, da un lato, i primi ordini per il nuovo quadrimotore avevano consentito di vendere il lotto di velivoli di preserie, dall'altro venne organizzata una serie di voli dimostrativi che avrebbero presto evidenziato le potenzialità del Condor: il primo di questi venne realizzato il 10 agosto 1938 quando il Fw 200 S-1, immatricolato D-ACON e battezzato Brandenburg, effettuò il primo volo non stop tra Berlino e New York in 24 h e 56 min; il volo di ritorno venne effettuato il 13 agosto e portato a termine in 19 h e 55 min.
Il 29 novembre di quello stesso anno lo stesso velivolo venne impiegato per un collegamento dimostrativo tra Berlino e Tokio, toccando le città di Bassora, Karachi ed Hanoi; il percorso venne completato nel tempo record di 46 h e 18 min.
Queste imprese condussero all'emissione di un ordinativo, per cinque esemplari, da parte della compagnia di bandiera giapponese Dai Nippon Kōkū Kabushiki Kaisha e di un altro, per due aerei, da parte della finlandese Aero O/Y. Tuttavia, in relazione allo scoppio della guerra, solamente tre di questi velivoli furono effettivamente costruiti: inizialmente assegnati alla Lufthansa, in un secondo tempo vennero da questa trasferiti ai reparti da trasporto della Luftwaffe che li impiegò nel corso della campagna di Norvegia.
Come già detto, fu ancora in seguito alla favorevole impressione che il Fw 200 aveva destato durante il volo verso Tokio che il servizio aereo della Marina imperiale giapponese avanzò la richiesta per un esemplare espressamente destinato alla ricognizione marittima. Anche in questo caso l'ordine venne assorbito dalla Luftwaffe che emise immediatamente ordini per esemplari di serie: il primo volo operativo di un esemplare da ricognizione venne effettuato l'8 aprile del 1940.
All'inizio del precedente mese di marzo la danese D.D.L., in collaborazione con l'olandese KLM e la svedese AB Aerotransport, diede inizio ad un collegamento con tre voli quotidiani tra Londra e Stoccolma con scali ad Amsterdam, Copenaghen e Malmö impiegando i due Condor acquistati. Con l'invasione tedesca della Danimarca, uno di questi velivoli trovò rifugio in territorio britannico e venne successivamente utilizzato dalla British Overseas Airways Corporation (BOAC).
I velivoli della Lufthansa, con l'inizio del conflitto, vennero tutti assegnati ai reparti da trasporto della Luftwaffe; due velivoli vennero successivamente restituiti alla Lufthansa presso la quale conclusero la propria carriera operativa: l'ultimo collegamento realizzato con le insegne civili risulta effettuato il 14 aprile 1945, da Barcellona a Berlino.

### Militare

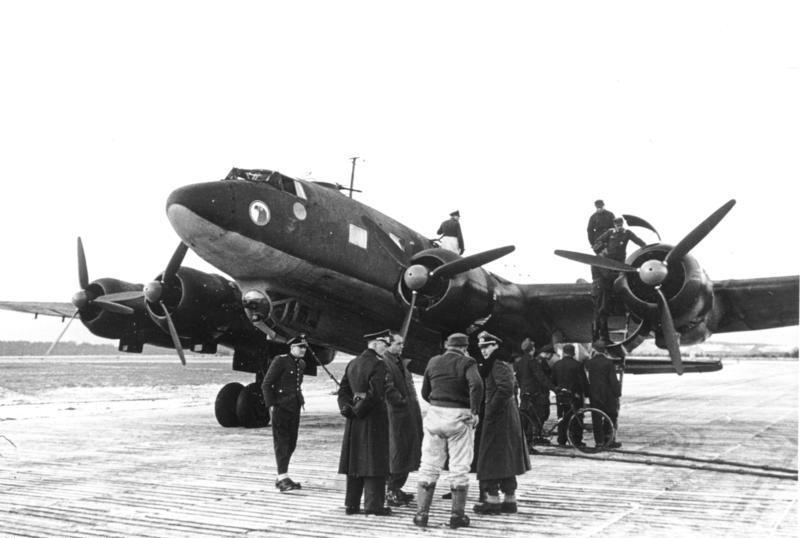
Albert Speer vicino ad un Fw 200 "Condor"

La piena operatività dei reparti da ricognizione venne raggiunta nell'estate del 1940 con lo schieramento dei velivoli presso gli aeroporti di Trondheim-Værnes e di Bordeaux-Mérignac; gli Fw 200 vennero destinati sia all'attacco diretto di convogli che alla cooperazione con gli U-Boot della Kriegsmarine, per la segnalazione della posizione dei convogli stessi.
L'impatto sull'andamento del conflitto nei rispettivi teatri fu considerevole: nei primi due mesi (agosto e settembre 1940) i Condor affondarono complessivamente circa 90 000 tonnellate di naviglio; la cifra avrebbe raggiunto le 363 000 tonnellate nel periodo compreso tra il 1º agosto 1940 ed il 9 febbraio del 1941. Proprio in ragione di questi numeri gli Fw 200 vennero definiti da Winston Churchill "il flagello dell'Atlantico".
Solo in seguito all'introduzione di nuove strategie di difesa per i convogli, come l'introduzione delle Catapult Aircraft Merchantman e delle Merchant Aircraft Carrier (che consentivano di far decollare aerei da caccia a protezione dei convogli partendo da navi che facevano parte dei convogli stessi), gli alleati riuscirono, a partire dal 1943 a contenere, prima, e debellare, poi, la minaccia rappresentata dai Condor. Nell'autunno del 1944 le attività di ricognizione ed attacco ai convogli da parte degli Fw 200 vennero definitivamente sospese e gli esemplari superstiti vennero assegnati ai reparti da trasporto della Luftwaffe.
Alcuni esemplari di Fw 200 furono utilizzati per realizzare un ponte aereo durante la battaglia di Stalingrado, seguente la controffensiva sovietica dell'inverno 1942-43, che vide la 6ª armata tedesca intrappolata nella grande sacca di Stalingrado. Per i Condor questa operazione rappresentò l'esordio nel fronte orientale; gli Fw 200 si fecero apprezzare da un lato per le capacità di trasporto, mentre l'aspetto di maggior criticità fu rappresentato dalle debolezze strutturali già emerse in precedenza.
Gli Fw 200 vennero impiegati anche nel Mar Mediterraneo, per l'attacco di convogli che, attraverso lo stretto di Gibilterra, erano destinati alle basi alleate nel Mediterraneo orientale. Alcuni velivoli danneggiati cercarono rifugio in aeroporti spagnoli o portoghesi: nei primi anni del conflitto le autorità spagnole consentirono la riparazione dei velivoli ed il loro ritorno nelle basi in territorio francese, ma in seguito allo sbarco alleato in Marocco ed Algeria, quattro velivoli vennero trattenuti dal governo spagnolo (agli equipaggi venne invece consentito il ritorno in patria). Uno di questi velivoli venne rimesso in condizioni di volo ed impiegato dall'Ejército del Aire, mentre gli altri vennero utilizzati come fonte di pezzi di ricambio.
Anche l'Unione Sovietica utilizzò alcuni Fw 200: in questo caso si trattò di esemplari catturati sul finire della guerra presso l'Aeroporto di Berlino-Tempelhof che vennero utilizzati, dopo la fine del conflitto, prevalentemente nelle regioni artiche per scopi di ricognizione e ricerca.

## Versioni

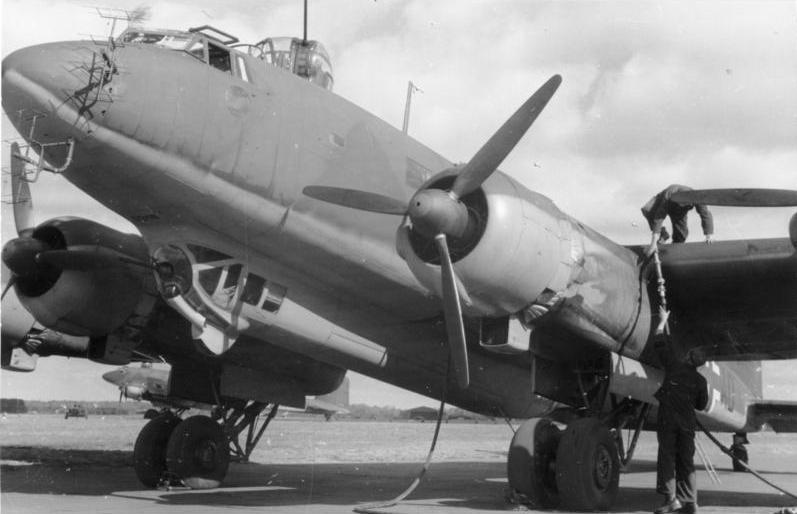
Dettaglio di un Fw 200 Condor dotato di radar FuG 200 Hohentwiel aria-superficie mentre si rifornisce a terra, luglio 1943.

- Fw 200 V1: (dal tedesco Versuch) primo prototipo, montava motori Pratt & Whitney Hornet; assunse in un secondo momento la designazione S-1.
  - Fw 200 S-1: ridesignazione del primo prototipo che venne allo stesso tempo battezzato Brandenburg. Venne impiegato per lo svolgimento dei voli dimostrativi con i quali si volle propagandare il nuovo velivolo.
- Fw 200 V2 e V3: prototipi equipaggiati con motori BMW 132 G-1 (720 CV). L'esemplare V2 venne assegnato alla Lufthansa, il V3 (battezzato Immelmann, in onore dell'asso della prima guerra mondiale) divenne l'aereo personale di Adolf Hitler.
- Fw 200 V10: prototipo della versione militarizzata. Dotato di serbatoi del carburante di maggiori dimensioni, era armato con tre mitragliatrici MG 15: una posta in una torretta dorsale e due alloggiate in una gondola ventrale e disposte per sparare una verso la prua e l'altra verso la coda dell'aereo.
- Fw 200 A-0: velivoli di preserie; ne furono costruiti almeno otto, di cui quattro vennero consegnati alla Lufthansa, due alla danese DDL e due alla brasiliana Syndicato Condor (consociata della compagnia di bandiera tedesca).
- Fw 200 B-1: un singolo esemplare prodotto; montava motori BMW 132 DC (850 CV). Venne inizialmente assegnato alla Lufthansa ma, allo scoppio della guerra, passò nei reparti da trasporto della Luftwaffe.
- Fw 200 B-2: lotto di sette velivoli inizialmente ordinati dalla compagnia giapponese Dai Nippon Kōkū Kabushiki Kaisha (cinque esemplari) e dalla finlandese Aero O/Y (due velivoli). All'atto pratico ne vennero costruiti solamente tre che, tuttavia, andarono anch'essi prima alla Lufthansa e poi alla Luftwaffe.
- Fw 200 C-1: fu la prima versione militarizzata; studiata per la ricognizione, montava un cannoncino MG FF da 20 mm (a prua), e tre mitragliatrici MG 15 (una in gondola ventrale, due in postazioni dorsali). Poteva trasportare, in attacchi subalari, fino a 250 kg di bombe.
- Fw 200 C-2: manteneva la struttura complessiva della versione precedente; unica differenza di rilievo era costituita dal disegno delle gondole motore che erano appositamente modificate per alloggiare attacchi carenati per le bombe.
- Fw 200 C-3: presentava irrobustimenti della struttura e montava motori Bramo 323R-2; in produzione dal 1941. I velivoli di questa serie vennero successivamente sottoposti ad aggiornamenti mediante l'introduzione di alcune modifiche standardizzate:
  - Fw 200 C-3/U1: (dal tedesco Umrüst-Bausätze) con modifiche alla forma della torretta anteriore, ora armata con un cannoncino MG 151 da 15 mm, e l'introduzione di un cannoncino MG 151 da 20 mm nella postazione ventrale;
  - Fw 200 C-3/U2: sostituzione del cannoncino ventrale con una mitragliatrice MG 131 da 13 mm per ricavare lo spazio utile all'installazione di un nuovo sistema di puntamento.
  - Fw 200 C-3/U3: nelle postazioni dorsali vennero introdotte le mitragliatrici MG 131.
  - Fw 200 C-3/U4: vennero introdotte postazioni laterali per altre due MG 131 e, di conseguenza, dell'equipaggio entrava a far parte un mitragliere in più.
- Fw 200 C-4: costruita a partire dal 1942, era dotata di radar FuG Rostock, per la ricerca di navi in superficie. L'armamento prevedeva un cannoncino MG 151 da 15 mm nella torretta dorsale anteriore, un MG 151 da 20 mm ventrale (in alternativa la mitragliatrice MG 131 ed il sistema di puntamento Lofte 7D) e mitragliatrici MG 131 e MG 15 nelle altre postazioni. In un secondo momento il radar venne aggiornato alla versione FuG 200 Hohentwiel. Anche nel caso della versione C-4 vennero successivamente introdotte modifiche standardizzate:
  - Fw 200 C-4/U1: trasformazione in velivolo da trasporto, con capacità per 11 passeggeri. Venne realizzato un solo esemplare che divenne il velivolo personale di Heinrich Himmler.
  - Fw 200 C-4/U2: ulteriore trasformazione in velivolo da trasporto; la capacità era incrementata a 14 passeggeri.
- Fw 200 C-6: si trattava di una versione ottenuta mediante la conversione di velivoli precedenti modificati per accogliere, in ganci subalari, due bombe con motore a razzo Hs 293 ed il relativo impianto di guida a distanza Kehl-Straßburg.
- Fw 200 C-8: velivoli di nuova produzione, equipaggiati con radar Hohentwiel, bombe Hs 293 e apparato di controllo Kehl-Straßburg.

I dati sulle versioni, sono tratti da Enciclopedia l'Aviazione

## Utilizzatori

### Civili
Brasile
- Syndicato Condor S/A

 Danimarca
- DDL

 Germania
- Deutsche Lufthansa

 Regno Unito
- BOAC

### Militari
Germania
- Luftwaffe

 Regno Unito
- Royal Air Force - un esemplare catturato

 Spagna
- Ejército del Aire

 Unione Sovietica
- Sovetskie Voenno-vozdušnye sily - esemplari catturati usati nel periodo post bellico.